# L'ultima occasione (film)
L'ultima occasione (Homage) è un film del 1995 diretto da Ross Kagan Marks e ispirato all'opera teatrale di Mark Medoff The Homage that fallows.
Presentato in anteprima al Sundance Film Festival (dove si aggiudicò una nomina al Grand Jury Prize, come migliore film drammatico), vede la partecipazione del conduttore e intrattenitore Bob Goen nelle vesti di se stesso.
Riprese effettuate tra il Texas e il Nuovo Messico.

## Trama
Lucy, attrice di sit-com, si trasferisce momentaneamente in Nuovo Messico per recuperare il turbolento rapporto con la madre. Il guaio è che in Nuovo Messico finisce per perdere vita e carriera a causa di Archie, matematico, follemente innamorato di lei e momentaneamente impegnato come giardiniere nella fattoria della madre. Il tutto viene raccontato in flashback dai testimoni dell'accaduto.